# گئورگ آبوف
گئورگ آبوف (ارمنی: Գևորգ Աբով؛ انگلیسی: Gevorg Abov زادهٔ ۲۷ نوامبر ۱۸۹۷ - درگذشته ۱۱ مارس ۱۹۶۵)، مترجم، رمان‌نویس و شاعر اهل ارمنستان بود. وی در مدرسه نرسیسیان تحصیل نمود. آبوویان چهره هنری شایسته ارمنستان شوروی, نشان پرچم سرخ کار (۱۹۴۵) و مدال دفاع از قفقاز (۱۹۴۴) را دریافت نمود. آبوف در فرهنگستان دولتی تئاتر سوندوکیان و ماتناداران فعالیت می‌کرد. آبوف عضو فرهنگستان ملی علوم ارمنستان نیز بود.